# اندروز (تگزاس)
اندروز (به انگلیسی: Andrews) شهری در ایالت تگزاس از ایالات جنوبی ایالات متحده آمریکا است. در سرشماری سال ۲۰۰۰، جمعیت این شهر ۹٬۶۵۲ نفر اعلام شد.